# 恐怖 (2010年の映画)
『恐怖』（きょうふ）は、2010年の日本のホラー映画。

## 概要
『リング』脚本の高橋洋監督によるサイコホラー映画。Jホラーシアター6作品目にして最終作品と位置付けられている。キャッチコピーは「お母さん、私の脳味噌をどうするの?」。主演の藤井美菜はホラー作品初出演となる。
『4（死）キャンペーン』と題してテアトル新宿で4名で来場すると割引されるサービスを実施。劇場内ではiPhone用のGnG（GET and GO）を用いた劇場でAR（拡張現実）マーカーを読み取る「恐怖のおみくじ」体験も実施された。
YouTubeでは専用チャンネルを開設、劇場公開を記念して、Jホラーシアター全5作品の限定配信も行われた。また映画記念として『USTREAM』上に『恐怖バー』を期間限定出店。名古屋の遊園地『シートレインランド』でもコラボイベント企画も実施された。
テアトル新宿ほか全国10スクリーンで公開。ぴあ初日満足度ランキング（ぴあ映画生活調べ）では第9位となった。

## キャスト
- 太田かおり - 藤井美菜
- 太田みゆき - 中村ゆり
- 太田悦子 - 片平なぎさ
- 日下部そう
- 斉藤陽一郎
- 吉野公佳
- 長宗我部陽子
- 郭智博
- 波多野桃子
- 高橋長英
- 松嶋亮太
- 滝藤賢一
- 藤間宇宙

## スタッフ
- 脚本・監督：高橋洋
- エグゼティブ・プロデューサー：林裕之 小谷靖 原知行 太田和宏
- プロデューサー：一瀬隆重
- コー・プロデューサー：西前俊典
- アソシエイト・プロデューサー：木頭幸江
- 撮影：芦澤明子
- 照明：金沢正夫
- 美術：井上心平
- 音楽：長嶌寛幸
- 録音：藤本賢一
- 音響効果：柴崎憲治
- 編集：深沢佳文
- VE：鏡原圭吾
- 視覚効果：松本肇
- 特殊メイク：百武朋
- キャスティング：山口正志
- 助監督：本間利幸
- 制作担当：今野茂昭
- ラインプロデューサー：金子哲男
- 監督助手：亀谷英司 松尾大輔 森崎瑛希
- 撮影助手：高橋直樹
- VE助手：角本輝夫
- CA：今泉舞耶 生野美智信
- 照明助手：永田英則 小林誠 菰田大輔 斎藤しずか
- 録音助手：鈴木綾磨
- 美術助手：野中謙一郎 宇都宮太一
- 装飾：渡辺大智 吉田敬太
- 持道具：河野夏美
- 小道具造形：森本啓太
- 美術応援：泉佳央里 熊沢一平
- 特殊メイク助手：並河学 中西桂子 高橋乙栄
- スタイリスト：棚橋公子
- スタイリスト助手：中田麻未
- ヘアメイク：高橋和美
- ヘアメイク助手：平本小百合
- 記録：大西暁子
- 編集助手：中畑航
- グレーディング：鳥海重幸
- タイミング：上野芳弘
- HDオンラインエディター：増永純一 尾崎純子
- カラーマネージメント：由良俊樹 真島彩
- フィルムレコーディング：小越将
- テクニカルコーディネーター：柴田誠
- デジタル・エフェクト：田中貴志 石田延哉 宮本学 諏訪悟史 遠藤美香 大熊みなみ 太田聖史 正司大和
- タイトル：竹内秀樹 南成木
- 音響効果助手：井上奈津子 松浦大樹
- アフレコ応援：田中博信
- 選曲：佐藤啓 金貞陽一郎
- スタジオエンジニア：大野誠
- デジタル光学録音：宇田川章 大場広樹 中山義廣
- スチール：佐藤芳夫 佐藤慎太郎
- メイキング：井上智博
- キャスティング助手：安生泰子
- 医療指導：依田茂樹
- 看護指導：依田茂樹
- 法務担当：内藤篤
- 車輌：田村光行 広川靖 椎名修一 青木純一
- 制作主任：岸根明
- 制作進行：中村哲 金井伸行